# Eugene O'Curry
Eugene O'Curry (gaèlic irlandès Eoghan Ó Comhraí, 20 de novembre de 1794 – 30 de juliol de 1862) fou un filòleg i antiquari irlandès.

## Biografia
Va néixer a Doonaha, vora Carrigaholt, Comtat de Clare, fill del granger Eoghan Ó Comhraí i de la seva esposa Cáit. Eoghan havia passat uns anys com a venedor ambulant i viatjant, cosa que despertà el seu interès en el folklore i la música irlandesos. Cosa inusual amb els seus antecedents, sembla que era lletrat i que posseïa un cert nombre de manuscrits irlandesos. És probable que el mateix Eoghan s'encarregués de l'educació del seu fill.
Després de passar alguns anys treballant a la granja del seu pare i com a mestre d'escola, cap al 1824 marxà cap a Limerick i passà alguns anys treballant en un hospital mental. Es casà amb Anne Broughton, filla de John Broughton de Killaderry vora Broadford, comtat de Limerick el 3 d'octubre de 1824. O'Curry fou defensor de l'Emancipació Catòlica i en 1828 va escriure un poema felicitant Daniel O'Connell per la seva elecció com a diputat.
Durant aquest període O'Curry va guanyar-se una reputació pel seu coneixement del gaèlic irlandès i de la història d'Irlanda, i cap al 1834 començà a mantenir correspondència amb l'antiquari John O'Donovan. Gràcies a la recomanació d'O'Donovan, de 1835 a 1842 va treballar en la secció topogràfica i històrica de l'Irish Ordnance Survey. O'Donovan es casà en 1840 amb la cunyada d'O'Curry, Mary Anne Broughton. O'Curry va passar gran part de la resta de la seva vida a Dublín, on es guanyà la vida copiant i traduint manuscrits irlandesos; per un càrrec de 100£ va compilar el catàleg de manuscrits irlandesos en el Museu Britànic (1849). O'Curry fou responsable de les transcripcions dels manuscrits irlandesos d'Els Annals dels quatre mestres editats per O'Donovan entre 1848 i 1851.
En 1851 fou elegit membre de la Reial Acadèmia d'Irlanda i quan el 1854 es va fundar la Universitat Catòlica d'Irlanda en fou nomenat professor d'història d'Irlanda i d'arqueologia. Treballà amb George Petrie a Ancient Music of Ireland (1855). En 1852 ell i O'Donovan proposaren el Diccionari de la Llengua Irlandesa, que fou iniciat per la Reial Acadèmia d'Irlanda en 1913 i finalment acabat en 1976.
Les seves lectures foren publicades per la Universitat en 1860, i dona el millor coneixement de la literatura irlandesa medieval que es pot obtenir d'una sola font. Pòstumament es van publicar uns tres altres volums de lectures sota el títol On the Manners and Customs of the Ancient Irish (1873). Les seves voluminoses transcripcions, principalment els vuit volums sobre la llei irlandesa, donen testimoni del seu treball. La Societat Cèltica, de la qual n'era membre del consell directiu, publicà dues de les seves traduccions de contes medievals. Va morir d'un atac de cor a la seva llar de Dublín el 30 de juliol de 1862, i li van sobreviure dos fills i dues filles. Fou enterrat al cementiri de Glasnevin a Dublín. Té un carrer a l'àrea Tenters de Dublín 8.

## Obres
- The Ancient Laws of Ireland, on behalf of the Brehon Law Commission with John O'Donovan
- Lecturers on the Manuscript Materials of Ancient Irish History, 1861, una col·lecció de 21 lectures